# Li Trevino
Li Bak Trevino (rođen 1. decembra 1939) američki je penzionisani profesionalni golfer koji se smatra jednim od najvećih igrača u istoriji golfa. On je uveden u Svetsku dvoranu slavnih golfa 1981. godine.
Trevino je tokom karijere osvojio šest glavnih šampionata i 29 PGA turnira. On je jedan je od samo četiri igrača koji su dva puta osvajali US Open, Otvoreno prvenstvo i PGA šampionat. Masters turniri su bili jedina glavna prvenstva na kojima nije ostvario veće uspehe.
On je ikona za Meksičke Amerikance, a često ga nazivaju i „Veselim Meksom” i „Supermeksom”. Ove nadimke su mu dali drugi golferi.

## Detinjstvo i mladost
Trevino je rođen u Dalasu u Teksasu, u familiji meksičkog porekla. Odgajali su ga njegova majka Huanita Trevino i njegov deda Džo Trevino, grobar po profesiji. Trevino nije poznavao svog oca Džozefa Trevina, koji je napustio porodicu dok mu je sin bio mali. Tokom detinjstva, Trevino je povremeno pohađao školu i radio je kako bi zaradio novac za porodicu. Sa 5 godina počeo je da radi na poljima pamuka.
Trevino se upoznao sa golfom kada mu je ujak dao nekoliko golf lopti i jednu staru golf palicu. On je potom svoje slobodno vreme provodio krišom vežbajući u obližnjim seoskim golf klubovima, i počeo je da radi kao kadi u Atletskom klubu Dalas, u blizini svoje kuće. Ubrzo je počeo da radi kao kadi s punim radnim vremenom. Trevino je napustio školu sa 14 godina da bi radio. Zarađivao je 30 dolara nedeljno kao kadi i glačanjem cipela. Takođe je mogao da trenira golf, jer su kadiji imali mali teren sa tri rupe iza svoje barake. Nakon posla on bi udario najmanje 300 lopti. Mnogi od tih udaraca tokom treninga su učinjeni sa ogoljenog tla sa vrlo malo trave (lokalno poznatog kao 'Tekaški hardpan') i često u vrlo vetrovitim uslovima. Smatra se da je to razlog što je Trevino razvio svoj izuzetno jedinstveni (mnogi su smatrali neortodoksni) i kompaktni metod udaranja, koji je nastavio da razvija i produbljuje sa ogromnim uspehom. Vrlo naglašeni kontrolisani 'fejd' nesumnjivo je bio njegov identifikacioni udarac, iako je u svom repertoaru imao i mnogo drugih tipova udaraca. On se i dan-danas pamti kao jedan od najboljih udarača svih vremena.
Kada je Trevino u decembru 1956 napunio 17 godina, upisao se u Mornarički korpus Sjedinjenih Država. On je četiri godine služio kao mitraljezac i iz službe je izašao u decembru 1960. godine kao desetar iz 3. Marinske divizije. On je deo svog vremena proveo igrajući golf sa oficirima Marinskog korpusa. Uspešno je igrao na golf događajima oružanih snaga u Aziji, gde je jedan od njegovih rivala bio Orvil Mudi, koji će pratiti Trevina na PGA turneji krajem 1960-ih.

## Glavni šampionati

### Pobede (6)
| Godina | Šampionat              | 54 rupa            | Pobednički rezultat   | Margina  | Protivnici                |
| ------ | ---------------------- | ------------------ | --------------------- | -------- | ------------------------- |
| 1968   | U.S. Open              | 1 kratki podbačaj  | −5 (69-68-69-69=275)  | 4 udarca | Džek Niklaus              |
| 1971   | U.S. Open (2)          | 4 kratka podbačaja | E (70-72-69-69=280)   | Plejof 1 | Džek Niklaus              |
| 1971   | Otvoreni šampionat     | 1 kratka prednost  | −14 (69-70-69-70=278) | 1 udarac | Lu Ljang-Huan             |
| 1972   | Otvoreni šampionat (2) | 1 kratka prednost  | −6 (71-70-66-71=278)  | 1 udarac | Džek Niklaus              |
| 1974   | PGA šampionat          | 1 kratka prednost  | −4 (73-66-68-69=276)  | 1 udarac | Džek Niklaus              |
| 1984   | PGA šampionat (2)      | 1 kratka prednost  | −15 (69-68-67-69=273) | 4 udarca | Gari Plejer, Lani Vadkins |

1 Porazio je Džeka Niklausa u plejofu na 18-rupa – Trevino 68 (−2), Niklaus 71 (+1).

### Hronologija rezultata
| Tournir            | 1966 | 1967 | 1968 | 1969 |
| ------------------ | ---- | ---- | ---- | ---- |
| Masters turnir     |      |      | T40  | T19  |
| U.S. Open          | T54  | 5    | 1    | CUT  |
| Otvoreni šampionat |      |      |      | T34  |
| PGA šampionat      |      |      | T23  | T48  |

| Tournir            | 1970 | 1971 | 1972 | 1973 | 1974 | 1975 | 1976 | 1977 | 1978 | 1979 |
| ------------------ | ---- | ---- | ---- | ---- | ---- | ---- | ---- | ---- | ---- | ---- |
| Masters turnir     |      |      | T33  | T43  |      | T10  | T28  |      | T14  | T12  |
| U.S. Open          | T8   | 1    | T4   | T4   | CUT  | T29  |      | T27  | T12  | T19  |
| Otvoreni šampionat | T3   | 1    | 1    | T10  | T31  | T40  |      | 4    | T29  | T17  |
| PGA šampionat      | T26  | T13  | T11  | T18  | 1    | T60  | CUT  | T13  | T7   | T35  |

| Tournir            | 1980 | 1981 | 1982 | 1983 | 1984 | 1985 | 1986 | 1987 | 1988 | 1989 |
| ------------------ | ---- | ---- | ---- | ---- | ---- | ---- | ---- | ---- | ---- | ---- |
| Masters turnir     | T26  | CUT  | T38  | T20  | 43   | T10  | 47   | CUT  | CUT  | T18  |
| U.S. Open          | T12  | CUT  | CUT  |      | T9   | CUT  | T4   | CUT  | T40  | CUT  |
| Otvoreni šampionat | 2    | T11  | T27  | 5    | T14  | T20  | T59  | T17  | CUT  | T42  |
| PGA šampionat      | 7    |      |      | T14  | 1    | 2    | T11  |      | CUT  | CUT  |

| Tournir            | 1990 | 1991 | 1992 | 1993 | 1994 | 1995 | 1996 | 1997 | 1998 | 1999 | 2000 |
| ------------------ | ---- | ---- | ---- | ---- | ---- | ---- | ---- | ---- | ---- | ---- | ---- |
| Masters turnir     | T24  | T49  |      |      |      |      |      |      |      |      |      |
| U.S. Open          |      | CUT  |      |      |      |      |      |      |      |      |      |
| Otvoreni šampionat | T25  | T17  | T39  |      | CUT  | CUT  |      |      |      |      | CUT  |
| PGA šampionat      | CUT  |      |      |      |      |      |      |      |      |      |      |

CUT = propustio poluplasman

"T" označava nerešeni rezultat.

### Pregled
| Tournir            | Pobede | 2. | 3. | Top-5 | Top-10 | Top-25 | Događaja | Broj plasmana |
| ------------------ | ------ | -- | -- | ----- | ------ | ------ | -------- | ------------- |
| Masters turnir     | 0      | 0  | 0  | 0     | 2      | 8      | 20       | 17            |
| U.S. Open          | 2      | 0  | 0  | 6     | 8      | 11     | 23       | 15            |
| Otvoreni šampionat | 2      | 1  | 1  | 6     | 7      | 14     | 26       | 22            |
| PGA šampionat      | 2      | 1  | 0  | 3     | 5      | 12     | 20       | 16            |
| Totali             | 6      | 2  | 1  | 15    | 22     | 45     | 89       | 70            |

- Najviše uzastponih plasmana – 16 (1969 Otvoreni šampionat – 1973 PGA)
- Najduže zadržavanje među top-10 – 2 (sedam puta)

## Plajersov šampionat

### Pobeda (1)
| Godina | Šampionat                    | 54 rupa          | Pobednički rezultat   | Margina  | Protivnici |
| ------ | ---------------------------- | ---------------- | --------------------- | -------- | ---------- |
| 1980   | Turnir Plejerovog šampionata | 1 udarac vođstva | −10 (68-72-68-70=278) | 1 udarac | Ben Krenšo |

### Hronologija rezultata
| Tournir             | 1974 | 1975 | 1976 | 1977 | 1978 | 1979 | 1980 | 1981 | 1982 | 1983 | 1984 | 1985 | 1986 | 1987 |
| ------------------- | ---- | ---- | ---- | ---- | ---- | ---- | ---- | ---- | ---- | ---- | ---- | ---- | ---- | ---- |
| Plejersov šampionat | 18   | T50  | T17  |      | WD   | T5   | 1    | T12  | DQ   | T68  | 2    | T55  | T21  | CUT  |

CUT = propustio poluplasman

WD = povukao se

DQ = diskvalifikovan

"T" označava nerešeni rezultat.

## Glavni seniorski šampionati

### Pobede (4)
| Godina | Šampionat                        | Pobednički rezultat   | Margina  | Protivnici   |
| ------ | -------------------------------- | --------------------- | -------- | ------------ |
| 1990   | Seniorsko otvoreno prvenstvo SAD | −13 (67–68–73–67=275) | 2 udarca | Džek Niklaus |
| 1992   | Tradicija                        | −14 (67–69–68–70=274) | 1 udarac | Džek Niklaus |
| 1992   | PGA seniorski šampionat          | −10 (72–64–71–71=278) | 1 udarac | Majk Hil     |
| 1994   | PGA seniorski šampionat (2)      | −9 (70–69–70–70=279)  | 1 udarac | Džim Kolbert |

## Pojave u nacionalnom timu SAD
Profesionalno
- Rajderov kup: 1969 (nerešeno), 1971 (pobednici), 1973 (pobednici), 1975 (pobednici), 1979 (pobednici), 1981 (pobednici), 1985 (u ulozi kapetana)
- Svetski kup: 1968, 1969 (pobednici, pojedinačni pobednik), 1970, 1971 (pobednici), 1974

## Literatura
- Hoobler, Dorothy and Thomas (1995). The Mexican American Family Album. New York: Oxford University Press. ASIN B004HOS1EC.
- Yocom, Guy (jul 2000). „50 Greatest Golfers of All Time: And What They Taught Us”. Golf Digest. Архивирано из оригинала 17. 12. 2007. г. Приступљено 5. 12. 2007.
- Apfelbaum, Jim, ур. (2007). The Gigantic Book of Golf Quotations. Skyhorse Publishing. ISBN 978-1-60239-014-0.

## Spoljašnje veze
- Kelley, Brent. „Lee Trevino profile”. About.com. Архивирано из оригинала 05. 01. 2016. г. Приступљено 15. 1. 2014.
- Carter, Bob. „"Merry Mex" was golf's showman”. ESPN. Приступљено 4. 8. 2013.
- „Memorable Video Vignettes – 1971”. USGA. Архивирано из оригинала 18. 05. 2019. г. Приступљено 15. 1. 2014.